# جيريمياه غورني
جيريمياه غورني (بالإنجليزية: Jeremiah Gurney)‏ هو مصور أمريكي، ولد في 17 أكتوبر 1812، وتوفي في 21 أبريل 1895.

## معرض صور

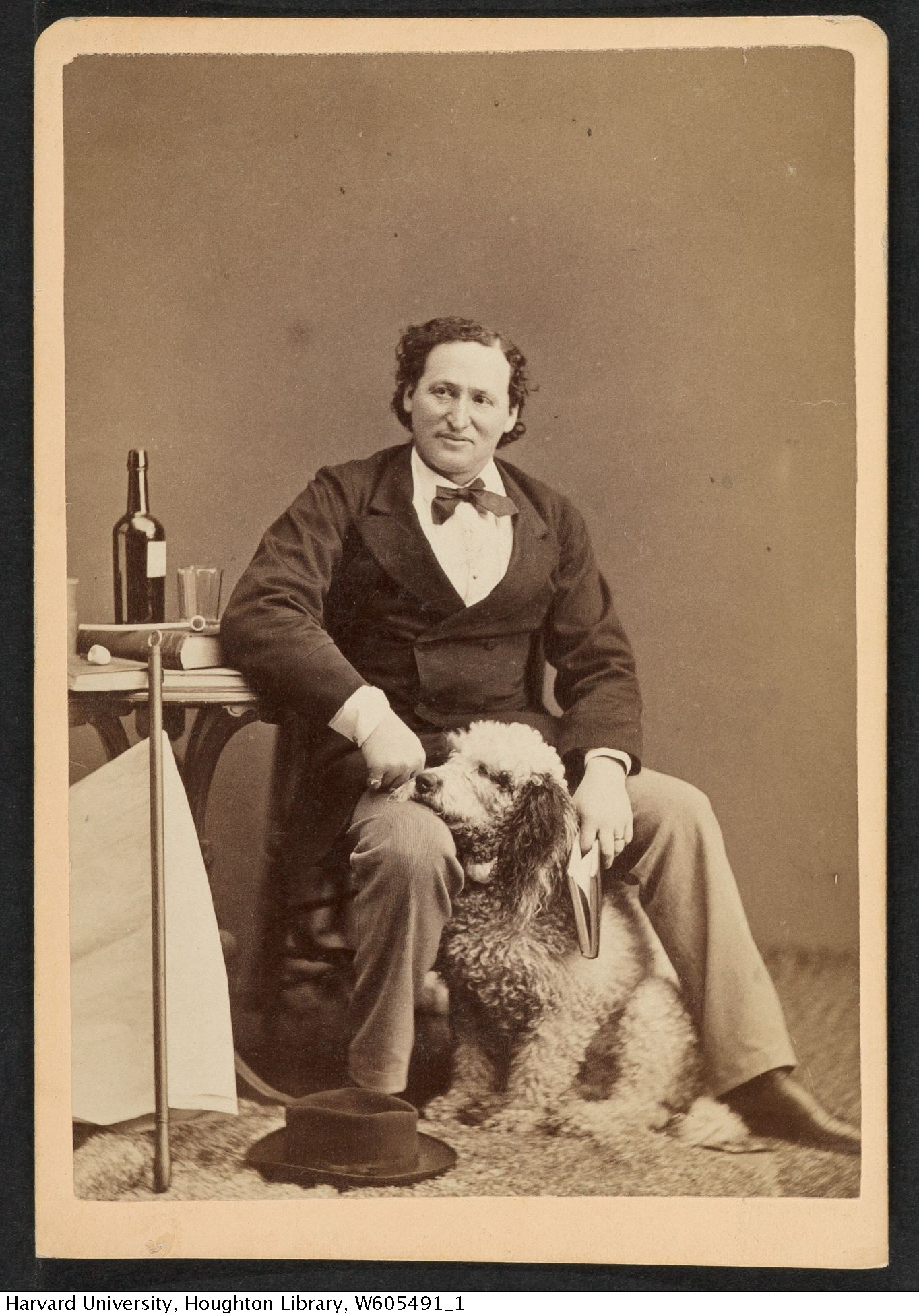
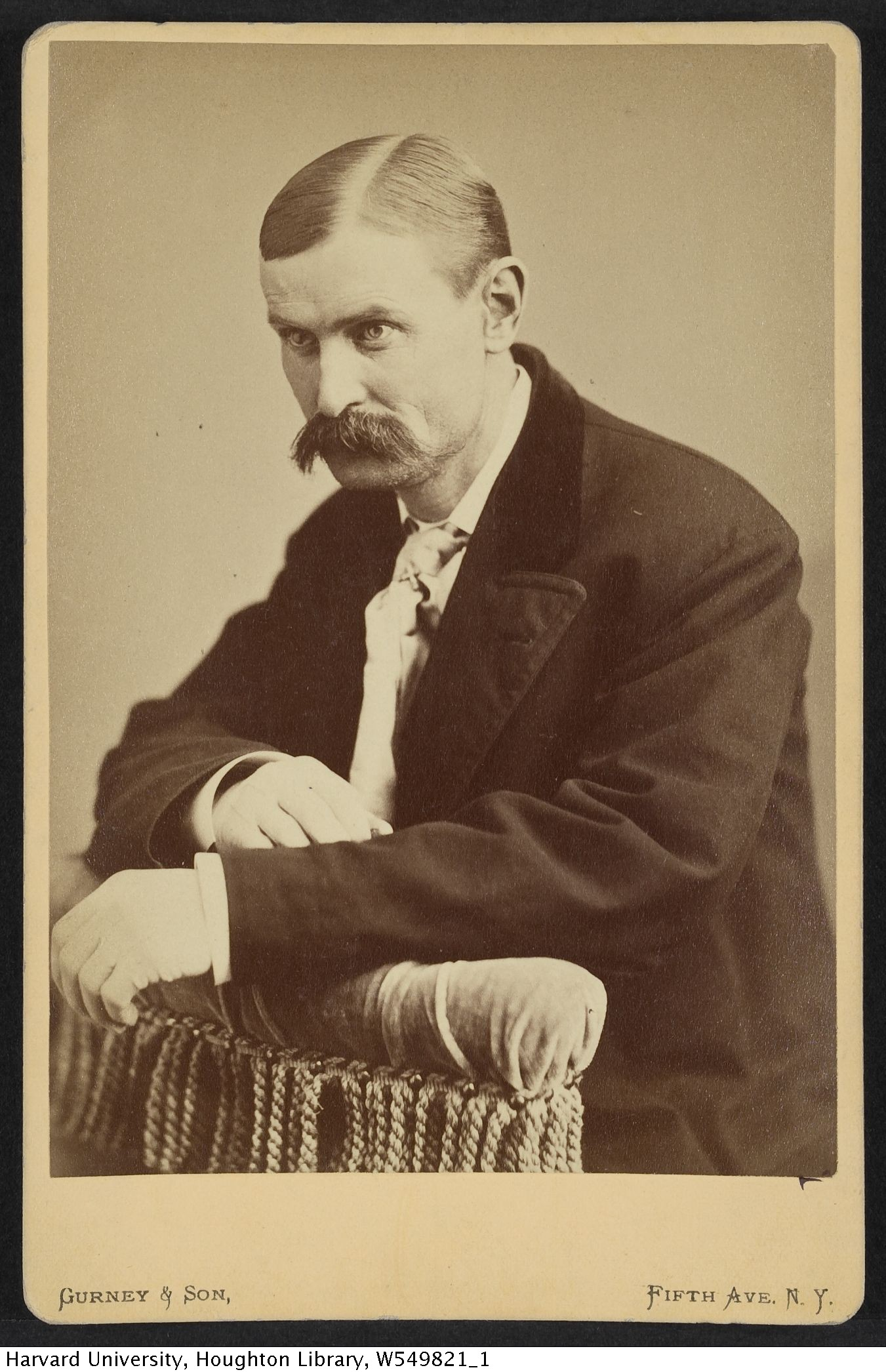
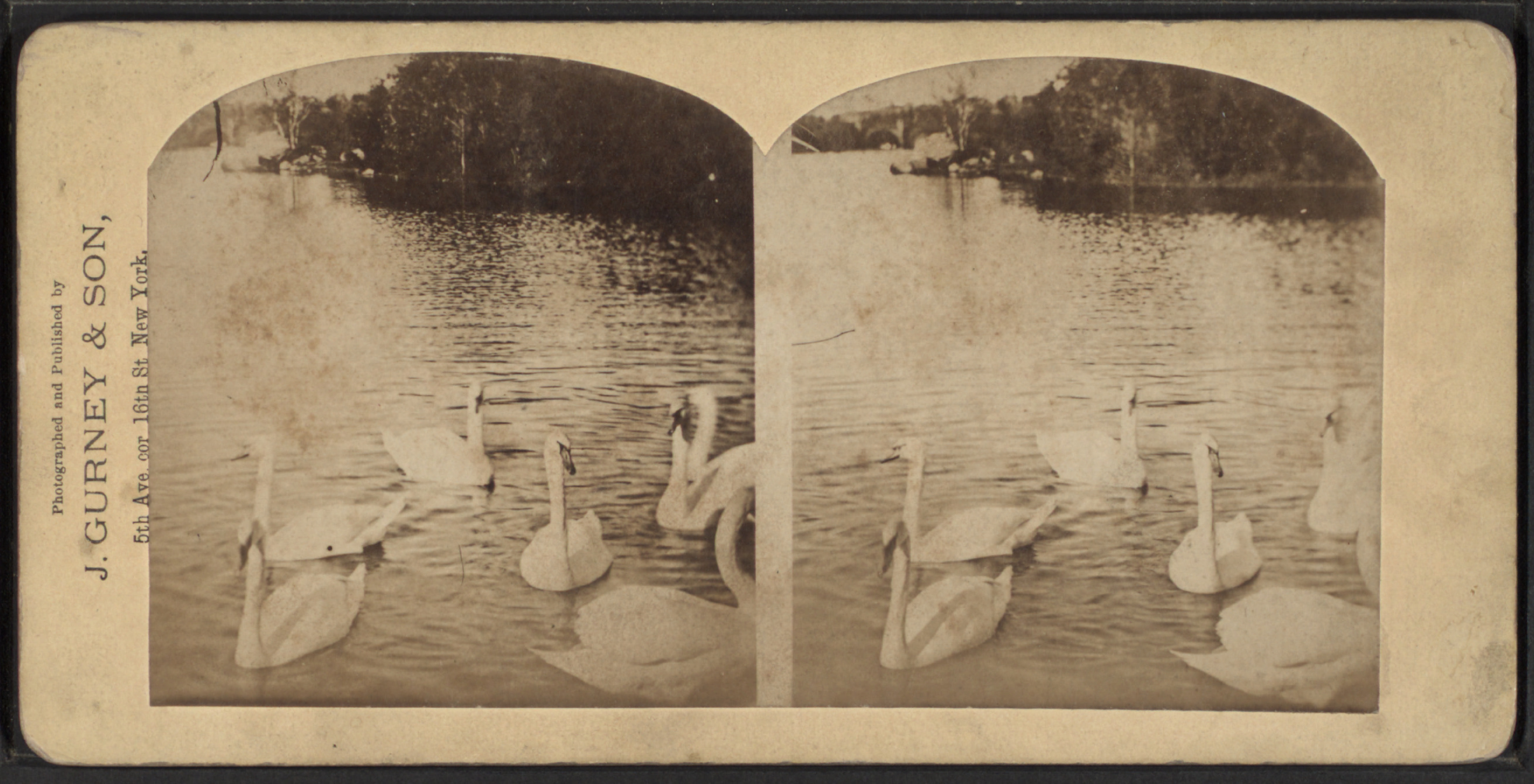